# گورستان کوپاسان
قبرستان کوپاسان در شهرستان خاش، بخش ایرندگان، دهستان ایرندگان، ۲۰۰ متری غرب روستای کوپاسان واقع شده و این اثر در تاریخ ۲ مرداد ۱۳۸۷ با شمارهٔ ثبت ۲۳۰۸۰ به‌عنوان یکی از آثار ملی ایران به ثبت رسیده است.